# Templo de Moses Lake
El Templo de Moses Lake es uno de los templos construidos y operados por la Iglesia de Jesucristo de los Santos de los Últimos Días ubicado en la ciudad de Moses Lake en el centro del estado de Washington. Tras su dedicación en septiembre de 2023, se convirtió en el cuarto templo de la iglesia en el estado. 

## Anuncio
Los planes para construir el templo en la ciudad de Moses Lake fueron anunciados durante la conferencia general de la iglesia el 7 de abril de 2019, por el presidente de la iglesia, Russell M. Nelson.
La ubicación del templo se anunció el 29 de octubre de 2019, en un sitio de 17 acres ubicado en la avenida Yonezawa Boulevard. Es visible desde la Interestatal 90, que recorre el lado sur de la propiedad. 
El 7 de abril de 2020 la iglesia publicó una representación del templo. Los planos mostraron un templo de un solo piso de aproximadamente 20,000 pies cuadrados con un aguja central. 
El 11 de septiembre de 2020, la iglesia anunció que el mes siguiente se llevaría a cabo una palada inicial, para indicar el comienzo de la construcción.  La inauguración se produjo el 10 de octubre de 2020, bajo la dirección de las autoridades del área . 
El 13 de marzo de 2023, la iglesia anunció que se llevaría a cabo una jornada de puertas abiertas a partir del viernes 4 de agosto y se llevaría a cabo todos los días hasta el sábado 19 de agosto. El templo fue dedicado el 17 de septiembre por Quentin L. Cook.